# Maja Ślepowrońska
Maja Ślepowrońska (* 2. Dezember 1998) ist eine polnische Kugelstoßerin.

## Sportliche Laufbahn
Erste internationale Erfahrungen sammelte Maja Ślepowrońska im Jahr 2013, als sie beim Europäischen Olympischen Jugendfestival in Utrecht mit einer Weite von 13,49 m mit der 3-kg-Kugel den neunten Platz belegte. Im Jahr darauf qualifizierte sie sich für die Olympischen Jugendspiele in Nanjing, bei denen sie mit 16,62 m auf den vierten Platz gelangte, wie auch bei den Jugendweltmeisterschaften in Cali im Jahr darauf mit 17,41 m. 2016 erreichte sie bei den U20-Weltmeisterschaften in Bydgoszcz mit 15,75 m Rang sechs und 2017 wurde sie bei den U20-Europameisterschaften in Grosseto mit 14,51 m Zwölfte. 2019 belegte sie dann bei den U23-Europameisterschaften in Gävle mit einem Stoß auf 15,96 m den siebten Platz.
2020 wurde Ślepowrońska polnische Hallenmeisterin im Kugelstoßen.

## Persönliche Bestleistungen
- Kugelstoßen: 16,19 m, 23. August 2019 in Radom
  - Kugelstoßen (Halle): 16,64 m, 29. Februar 2020 in Toruń